# Кобус (Верхние Пиренеи)
Кобу́с (фр. Caubous, окс. Cauvós) — коммуна во Франции, находится в регионе Юг — Пиренеи. Департамент — Верхние Пиренеи. Входит в состав кантона Кастельно-Маньоак. Округ коммуны — Тарб.
Код INSEE коммуны — 65136.

## География
Коммуна расположена приблизительно в 640 км к югу от Парижа, в 90 км юго-западнее Тулузы, в 33 км к востоку от Тарба.
По территории коммуны протекают реки Ус, Соль и Жуо (фр. Jouau).

## Климат
Климат умеренно-океанический с солнечной тёплой погодой и обильными осадками на протяжении практически всего года.

## Население
Население коммуны на 2010 год составляло 40 человек.
| 1962 | 1968 | 1975 | 1982 | 1990 | 1999 | 2010 |
| ---- | ---- | ---- | ---- | ---- | ---- | ---- |
| 91   | 71   | 64   | 46   | 40   | 38   | 40   |

## Администрация
| Период | Период | Фамилия      | Партия | Примечания |
| ------ | ------ | ------------ | ------ | ---------- |
| 2001   | 2020   | Жоэль Аспект |        |            |

## Экономика
В 2010 году среди 25 человек трудоспособного возраста (15-64 лет) 16 были экономически активными, 9 — неактивными (показатель активности — 64,0 %, в 1999 году было 50,0 %). Из 16 активных жителей работали 15 человек (8 мужчин и 7 женщин), безработной была 1 женщина. Среди 9 неактивных 3 человека были учениками или студентами, 2 — пенсионерами, 4 были неактивными по другим причинам.